# Schwarzer Violinschlüssel

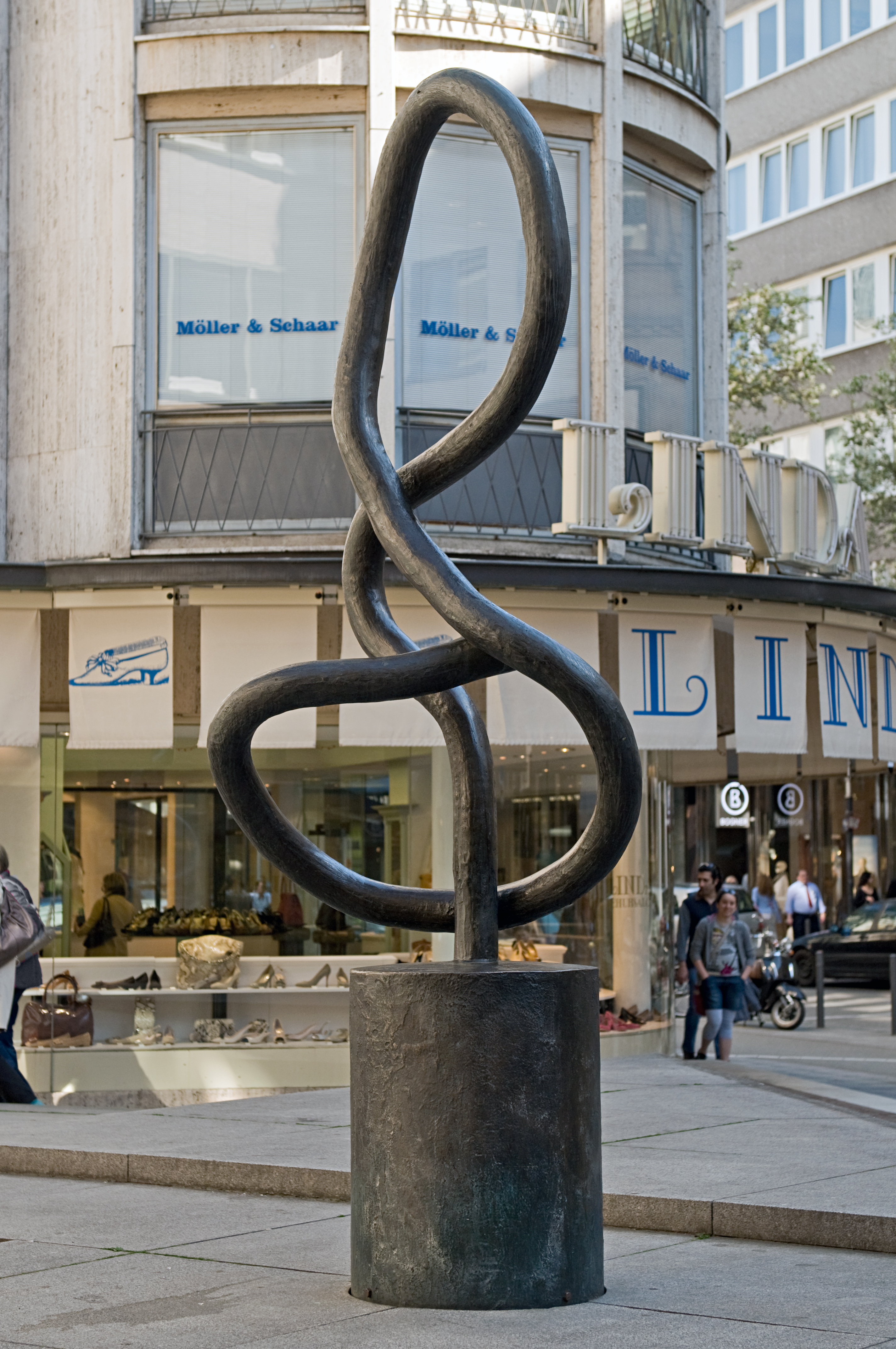
Schwarzer Violinschlüssel, Horst-Lippmann-Platz vor dem Jazzkeller Frankfurt

Der Schwarze Violinschlüssel ist eine Skulptur in Frankfurt am Main des deutsch-japanischen Künstlers Hans-Peter Taro Miyabe (1960–1997) aus dem Jahr 1982. Das Kunstwerk steht in der Frankfurter Innenstadt auf dem Horst-Lippmann-Platz an der Ecke Goethestraße und Kleine Bockenheimer Straße vor dem Jazzkeller Frankfurt.

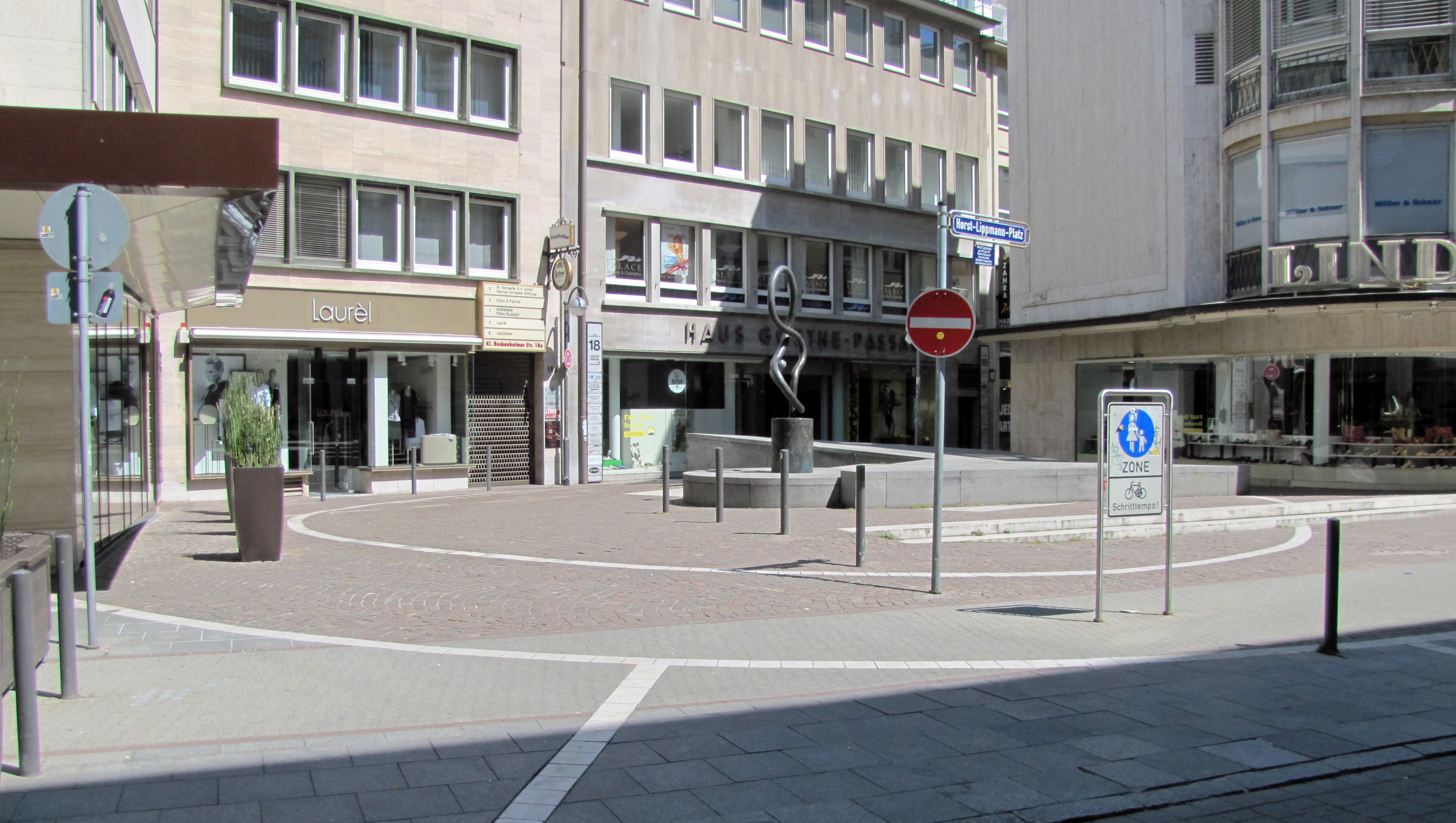
Horst-Lippmann-Platz mit Denkmal (Bildmitte)

Die etwa drei Meter hohe, abstrakte Skulptur besteht aus einem mehrfach und asymmetrisch gewundenen, schwarz lackierten Rohr aus Bronzeguss auf einem ebenfalls dunkel gefärbten, annähernd zylindrisch geformten Sockel. Das Rohr mit einem Durchmesser von etwas mehr als zehn Zentimeter ist derart in Form gebogen, dass seine Windungen aus nur einer bestimmten Perspektive (siehe nebenstehendes Foto) der Form eines Violinschlüssels ähneln. Die „Linienführung“ des gebogenen Rohres weicht jedoch auch aus dieser Perspektive deutlich von der eines Violinschlüssels ab. Aus anderen Blickrichtungen sind in den Windungen des Rohres keine gegenständlichen oder symbolischen Formen zu erkennen. Die Skulptur steht auf einer Betonplatten-Konstruktion, die in mehrere, teilweise schiefe und gestufte Ebenen gegliedert ist.
Miyabe, der von 1978 bis 1983 an der Städelschule Kunst studierte, bekam 1982 den Auftrag, ein Jazz-Denkmal für die damalige „deutsche Jazzhauptstadt“ Frankfurt zu schaffen. Bei einem Wettbewerb in Hanau bekam Miyabe im selben Jahr eine Auszeichnung für die Skulptur.
Im unmittelbar anliegenden Jazzkeller Frankfurt spielten seit 1952 viele national und international bekannte Jazzmusiker. Der Keller war auch die Heimat vieler Frankfurter Jazzmusiker wie Albert Mangelsdorff, der dort regelmäßig übte, Volker Kriegel, Heinz Sauer und viele andere.